# 安托法加斯塔德拉謝拉縣
26°00′S 67°34′W / 26.000°S 67.567°W

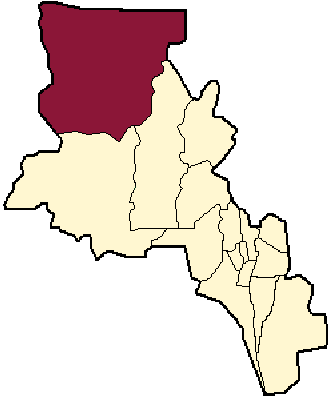

安托法加斯塔德拉謝拉縣（西班牙語：Departamento Antofagasta de la Sierra），是阿根廷的縣份，位於該國東北部卡塔馬卡省，首府設於安托法加斯塔德拉謝拉，面積28,097平方公里，2010年人口1,436，人口密度每平方公里0.05人。